# André Madeline
Pour les articles homonymes, voir Madeline.
Ne doit pas être confondu avec André Mazeline.
André Madeline, nom de plume d’André Eugène Charles Fabre,  français né le 31 mai 1896 à Ploërmel (Morbihan) et mort le 15 mai 1973 dans le 16e arrondissement de Paris.

## Biographie
André est le fils du préfet Edmond Fabre, qui a pour nom de plume Jean Madeline. 
Mobilisé en 1915, André Madeline rejoint le front en juin 1916. Il fut affecté au 221e régiment d'artillerie de campagne (62e division d'infanterie)

## Œuvres
- Nos vingt ans, éd. Calmann-Lévy, Paris, 1925 [2]
- L'Enfant sage, éd. Calmann-Lévy, Paris, 1926, 271 p.[3]